# Atka (Alaska)
Atka es una ciudad situada en la costa este de la isla Atka, en el área censal de Aleutianas Occidentales en el estado estadounidense de Alaska. Según el censo de 2010 tenía una población de 61 habitantes.

## Demografía
Según el censo de 2010, Atka tenía una población en la que el 4,9% eran blancos, 0,0% afroamericanos, 95,1% amerindios, 0,0% asiáticos, 0,0% isleños del Pacífico, el 0,0% de otras razas, y el 0,0% pertenecían a dos o más razas. Del total de la población el 0,0% eran hispanos o latinos de cualquier raza.

## Localidades adyacentes
El siguiente diagrama muestra a las localidades más próximas a Atka.